# Torneo de Reservas de Chile 1966
El Torneo de Reservas de Chile 1966, también conocido como Torneo de Reserva del Fútbol Profesional 1966, fue la 34.º edición del campeonato de reservas de la Primera División de Chile, organizado por la Asociación Central de Fútbol. El campeón fue Universidad Católica en calidad de invicto, obteniendo de esa forma el tercer título consecutivo desde 1964 hasta esa temporada.
Aunque la última jornada se disputó el 25 de octubre de 1966, consagrándose campeones los cruzados, hasta esa fecha había cuatro partidos pendientes, que finalmente resultaron irrelevantes en cuanto a la definición por el título. Estos fueron Colo-Colo - Universidad de Chile, Magallanes - Unión Española, Palestino - Ferrobádminton, y Universidad Católica también frente a Universidad de Chile, en una edición del Clásico Universitario de la categoría.

## Formato
Compitieron los planteles de nueve clubes del Torneo de Primera División 1966 y tres de Segunda División. Estos equipos estaban conformados por jugadores profesionales y jóvenes valores del fútbol formativo. Se disputó con una rueda en el sistema de todos contra todos.

## Desarrollo
En la penúltima fecha, efectuada el 18 de octubre de 1966, se enfrentaron Universidad Católica y Palestino en el Estadio Independencia. Ambos equipos ocupaban lugares de privilegio en la tabla de posiciones. El triunfo fue para los cruzados por 3:1, manteniendo de esa forma el invicto y liderato.
El 25 de ese mismo mes, también en Independencia, Universidad Católica derrotó a Magallanes, nuevamente por un marcador de 3:1, logrando el tricampeonato de la categoría.

## Resultados
Se dispone de información de la 9.º a 11.º fecha.  
| Universidad Católica | 3:1   | Iberia                | Independencia |
| Universidad Técnica  | 4:1   | Audax Italiano        | U. Técnica    |
| Palestino            | 2:0   | Unión Española        | Santa Laura   |
| Magallanes           | 1:1   | Santiago Morning      | Santa Laura   |
| Ferrobádminton       | 4:0   | Municipal de Santiago | San Eugenio   |
| Universidad de Chile | Susp. | Colo-Colo             |               |

| Universidad Católica | 3:1   | Palestino             | Independencia |
| Audax Italiano       | 0:0   | Municipal de Santiago | Santa Laura   |
| Colo-Colo            | 5:1   | Iberia                | Santa Laura   |
| Ferrobádminton       | 0:3   | Universidad de Chile  | San Eugenio   |
| Universidad Técnica  | 1:2   | Santiago Morning      | U. Técnica    |
| Magallanes           | Susp. | Palestino             |               |

| Universidad Católica | 3:1 | Magallanes            | Independencia |
| Colo-Colo            | 1:1 | Palestino             | S/i           |
| Unión Española       | 4:2 | Universidad Técnica   | S/i           |
| Audax Italiano       | 2:0 | Santiago Morning      | S/i           |
| Ferrobádminton       | 7:0 | Iberia                | S/i           |
| Universidad de Chile | 4:0 | Municipal de Santiago | S/i           |

## Tabla de Posiciones
La siguiente tabla corresponde a la novena fecha, llevada a cabo el 4 de octubre de 1966.
| POS | Equipo                | PTS |
| --- | --------------------- | --- |
| 1.  | Universidad Católica  | 15  |
| 2.  | Colo-Colo             | 12  |
| 2.  | Palestino             | 12  |
| 4.  | Universidad de Chile  | 10  |
| 5.  | Audax Italiano        | 9   |
| 6.  | Ferrobádminton        | 8   |
| 6.  | Magallanes            | 8   |
| 6.  | Municipal de Santiago | 8   |
| 9.  | Santiago Morning      | 6   |
| 10. | Universidad Técnica   | 5   |
| 11. | Iberia                | 3   |
| 12. | Unión Española        | 1   |

Sumadas las dos últimas fechas, desarrolladas el 18 y 25 de octubre de 1966, con la consabida falta de cuatro partidos, la tabla final en la jornada de cierre fue la siguiente: 
| POS | Equipo                | PTS | PP |
| --- | --------------------- | --- | -- |
| 1.  | Universidad Católica  | 19  | 1  |
| 2.  | Colo-Colo             | 15  | 1  |
| 3.  | Universidad de Chile  | 14  | 2  |
| 4.  | Palestino             | 13  | 1  |
| 5.  | Audax Italiano        | 12  | 0  |
| 6.  | Ferrobádminton        | 10  | 1  |
| 7.  | Municipal de Santiago | 9   | 0  |
| 8.  | Magallanes            | 8   | 1  |
| 8.  | Santiago Morning      | 8   | 0  |
| 10. | Universidad Técnica   | 5   | 0  |
| 11. | Iberia                | 3   | 0  |
| 11. | Unión Española        | 3   | 1  |

* PP: Partidos pendientes.

## Campeón
|                      |
| Universidad Católica |
|                      |
| 4.° título           |